# Frisón de las Halligen
El frisón de las Halligen (propio, Halifreesk; en frisón septentrional: Halagfresk; en alemán: Halligfriesisch) es una variedad del idioma frisón septentrional hablada en las islas Halligen, en la costa alemana del mar de Frisia (mar del Norte), principalmente en Hooge y Langeneß. Esta variedad está en grave peligro de extinción, siendo hablada en la actualidad por varias decenas de personas habitantes de dichas islas, propensas a ser invadidas por aguas de las marismas y evacuadas en tiempos de tormentas.

## Historia y clasificación
A diferencia de otras variedades insulares de mayor uso, como el frisón de Sylt o el frisón de Föhr, el frisón de las Halligen pertenece lingüísticamente a las variedades continentales del frisón septentrional. Se desarrolló como forma dialectal propia en la península de Nordstrand, denominada «la entrada al mar de Frisia» en el siglo XVII, y llegó con los pescadores a la isla de Pellworm en el siglo XVIII.
Los orígenes de esta forma (considerada una variedad hablada, es decir que no se usa para la escritura) están en el dialecto frisón de Strand (strander Friesisch), que fue hablado por miles de personas en la extinta isla frisia de Strand. Dicha isla fue invadida por el mar en la segunda inundación de san Marcelo (1362) y luego durante la inundación de Burchardi (1634), aniquilando la mayor parte de sus poblados y dividiéndola en las actuales islas Halligen y Nordstrand.

## Estado actual
Actualmente no existen estadísticas fehacientes sobre el número de personas hablantes del frisón de las Halligen. En 1972 alrededor de un 20 % de los habitantes de las islas hablaba esta variedad; sin embargo, con los medios de comunicación modernos y la interacción con otras variedades del frisón septentrional, de mayor uso, es posible que ya no existan hablantes de esta variedad en su forma pura.